# Cyrtopodium andersonii
Espèce
Cyrtopodium andersonii est une espèce d'orchidées du genre Cyrtopodium originaire d'Amérique du Sud.